# 四川卫视
四川卫视是四川电视台第一套节目，于1997年6月28日单独上星。是中国四川省两个省级上星电视频道之一。

## 节目

### 现有节目
- 四川新闻
- 今日视点
- 早安四川
- 真味人间
- 想走就走的旅行
- 我们的大学
- 妈妈有话说

### 过往节目
- 天下笑友会
- 中国爸爸
- 万万没想到
- 明星家族的2天1夜
- 我知道
- 巨星对话
- 中国藏歌会
- 两天一夜
- 心动女人帮
- 让爱作主
- 公益中国
- 中国爱大歌会
- 中国正能量
- 新商界
- 军情会客厅
- 幸福再敲门
- 喜剧班的春天
- 诗歌之王
- 音乐大师课2
- 汇说天下

## 争议

### 侮辱黃家駒事件
2009年9月25日，四川電視台綜合節目《天下笑友會》之主持及中國東北小品演員發表侮辱黃家駒之言論，引起Beyond歌迷強烈抗議，最終電視台公開道歉。

### 违规播出电视购物短片广告
2014年1月8日，国家新闻出版广电总局下发《关于给予新疆兵团卫视和四川卫视暂停商业广告播出处理的通报》，称截至2014年1月6日凌晨，四川卫视播出的“中华玉兔登月紫砂壶”电视购物短片广告，播出时长超过20分钟，严重违反了国家新闻出版广电总局发布的《关于进一步加强卫视频道播出电视购物短片广告管理工作的通知》中“每天每小时播出电视购物短片广告不得超过1条（次），每条不得超过3分钟”的规定。为此，广电总局决定自1月9日零时起至16日零时，暂停四川卫视所有商业广告播出。《北京晚报》曾作出统计，称如果四川卫视每天的广告收入为一两百万，停播七天广告将损失超过千万。